# Abby Erceg
Abby May Erceg (Whangārei, 20 novembre 1989) è una calciatrice neozelandese, centrocampista del Toluca. Con la maglia della nazionale neozelandese ha disputato 146 partite, prendendo parte a quattro edizioni del campionato mondiale ed a quattro edizioni del torneo di calcio ai Giochi olimpici.

## Carriera

### Club
Erceg inizia la carriera in patria, vestendo la maglia del Three Kings United prima a livello giovanile per passare alla prima squadra dalla stagione 2004.
Dopo tre anni, nel 2007, si trasferisce al Western Springs dove rimane due stagioni.
Dal 2009 fa ritorno al Three Kings United rimamendovi per tutta la stagione.
Del 2009 è la sua prima avventura professionale all'estero, siglando un accordo con l'Espanyol per diocare in , primo livello del campionato spagnolo femminile di calcio, tuttavia non marca alcuna presenza.
Svincolatasi dal club catalano decide di fare ritorno in Nuova Zelanda, sottoscrivendo un contratto con il Fencibles United che la lega alla società per tutto il 2010.
Nel 2011 si trasferisce all'Adelaide United per la sua seconda avventura all'estero, questa volta nel campionato australiano, in W-League, livello di vertice nella struttura femminile e che non prevede retrocessioni. Qui gioca un campionato nelle retrovie, con la squadra incapaace di staccarsi dalla parte bassa della classifica, concludendolo per le due stagioni all'ultimo posto sia in quello 2011-2012 (a sette squadre), che nel successivo (a otto squadre), maturando complessivamente 22 presenze.
Nel maggio 2013 si trasferisce in Europa, sottoscrivendo un contratto con lo Jena per la stagione entrante. Fa il suo debutto in Frauen-Bundesliga l'8 settembre 2013, alla 1ª giornata di campionato, nell'incontro pareggiato in trasferta per 1-1 con le avversarie del Turbine Potsdam.
A stagione conclusa, durante la pausa estiva viene ceduta in prestito al Chicago Red Stars, squadra professionistica statunitense che disputa la stagione 2014 della National Women's Soccer League (NWSL). Tornata allo Jena, gioca la prima metà della stagione 2014-2015, ma durante la sessione invernale di calciomercato hanno congiuntamente deciso la risoluzione del contratto durante la pausa invernale.
Erceg ha poi firmato con i Chicago Red Stars nel maggio 2014.
Nel novembre 2015, il Red Stars l'hanno ceduta al Western New York Flash.
Nel 2016 indossa la fascia di capitano della sqauadra, accompagnando il Western New York Flash alla conquista del NWSL League Championship.
Erceg si trasferisce al North Carolina Courage nel 2017, dopo che il Western New York Flash viene ceduto ai proprietari del North Carolina Football Club. Continua a ricoprire il ruolo di capitano della squadra, condividendo con le compagne la vittoria del NWSL Shield giocando la finale 2017 NWSL persa per 1-0 cpn le avversarie del Portland Thorns. In quella stagione Erceg viene nominata per laNWSL Second XI.
Nella stagione 2018 Erceg viene nominata nella NWSL Team of the Month per i mesi di maggio, giugno, luglio e agosto. Ha aiutato il Courage a vincere il secondo NWSL Shield consecutivo, con la squadra che gioca un campionato di vertice, subendo una sola sconfitta, e battendo il record per il minor numero di gol subiti durante una stagione. Il North Carolina Courage vince il 2018 NWSL Championship dopo aver superato il Portland Thorns per 3-0. In quella fase la squadra non ha subito alcuna rete in nessuna delle partite di spareggio. Erceg è stata nominata al 2018 NWSL Best XI ed è stata nominata NWSL Defender of the Year 2018.
Erceg viene nuovamente nominata nel NWSL Second XI per il 2019, con la squadra che ottiene sia il NWSL Shield che la Championship. Ha giocato al Courage fino al termine della stagione 2022, per poi trasferirsi nel gennaio 2023 al Racing Louisville, continuando a giocare in NWSL, in uno scambio che ha portato Emily Fox al Courage ed Erceg e Carson Pickett al Racing. Ha giocato a Louisville per due stagioni consecutive, disputando tutte e 48 le partite delle due stagioni regolari.
Nel febbraio 2025 si è trasferita in Messico per giocare col Toluca nella massima serie messicana.

## Palmarès

### Club
- Coppa neozelandese femminile: 1

Claufelands Rovers: 2010
- National Women's Soccer League: 3

Western New York Flash: 2016
North Carolina Courage: 2018, 2019
- NWSL Shield: 3

North Carolina Courage: 2017, 2018, 2019
- NWSL Challenge Cup: 1

North Carolina Courage: 2022

### Nazionale
- Coppa delle nazioni oceaniane femminile: 3

2007, 2010, 2014

### Individuale
- NWSL Defender of the Year: 2018
- NWSL Best XI: 2018
- NWSL Second XI: 2017, 2019, 2020